# Hans Köchler
Hans Köchler (* 18. října 1948 Schwaz) je rakouský filozof.
Je absolventem Univerzity v Innsbrucku, kde získal roku 1972 doktorát a v roce 1982 se stal profesorem. V letech 1990 až 2008 vedl na této univerzitě katedru filozofie. Působil také na Internationale Akademie für Philosophie v Lichtenštejnsku a na Center for Cultural Diplomacy Studies v Berlíně, byl hostujícím profesorem v Manile a Kuala Lumpuru.
Köchler patří k představitelům filozofické antropologie. Jeho práce vychází z fenomenologie a existencialismu, ovlivnil ho především Hans-Georg Gadamer. Věnuje se také politické filozofii a právní vědě. Jeho nejznámějším dílem je Global Justice or Global Revenge?, kde se zamýšlí nad otázkami mezinárodního trestního práva a vymezuje se proti teorii Hanse Kelsena o transcendentálním původu práva.
Intenzivně se zabývá hermeneutikou a filozofií dialogu, dlouhodobě usiluje o zprostředkování kontaktu mezi různými civilizačními a náboženskými okruhy. Známé byly jeho kontakty s reformně marxistickou skupinou Praxis i s katolickými mysliteli jako Karol Wojtyła a Franz König. Spolu s Otto Moldenem připravoval evropské vědecké fórum v Alpbachu. 
V roce 1972 založil ve Vídni nevládní think tank pro mezinárodní vztahy International Progress Organization, který spolupracuje s Organizací spojených národů. Kofi Annan ho jmenoval pozorovatelem u soudu s údajnými pachateli bombového útoku na let Pan Am 103. Ve své zprávě Köchler zpochybnil předložené důkazy a výrok soudu označil za politicky motivovaný. V tomto duchu vystupoval i v dokumentárním filmu nizozemské VPRO Lockerbie Revisited. Kriticky se také vyjadřoval o verdiktech Mezinárodního trestního tribunálu pro bývalou Jugoslávii.